# Hello (Paradise Kiss)
Hello (Paradise Kiss), reso graficamente come HELLO ~Paradise Kiss~, è un brano musicale della cantante giapponese Yui, pubblicato come suo ventesimo singolo il 1º giugno 2011. Il brano è incluso nell'album How Crazy Your Love, quinto lavoro della cantante. Il singolo ha raggiunto la terza posizione della classifica Oricon dei singoli più venduti in Giappone, vendendo 100.124. Il singolo è stato certificato disco d'oro. Il brano è stato utilizzato come tema musicale del film Paradise Kiss.

## Tracce
CD Singolo SRCL-7647 
1. HELLO ~Paradise Kiss~
2. YOU
3. It's My Life ~YUI Acoustic Version~
4. HELLO ~Instrumental~

## Classifiche
| Classifica (2011) | Posizione più alta |
| ----------------- | ------------------ |
| Giappone (Oricon) | 3                  |